# Bassanite
La bassanite è un minerale, un solfato di calcio emiidrato avente formula CaSO4·0,5(H2O) (alternativamente 2CaSO4·H2O).
La bassanite fu descritta per la prima volta nel 1910 in un affioramento sul Vesuvio dal mineralogista Ferruccio Zambonini (1880-1932).
Fu così chiamata in onore del geologo e paleontologo italiano Francesco Bassani (1853-1916) dell'Università di Napoli "Federico II".

## Morfologia
Cristallizza in microscopici aghi di lunghezza pari a circa 0,1 mm, formando aggregati paralleli.

## Origine e giacitura
Sul Vesuvio, essa è presente come alterazione del gesso all'interno di tefriti di leucite e come depositi delle fumarole.
Inoltre è presente nei letti dei laghi prosciugati della California e dell'Australia.
Compare anche in grotte in strati alternati al gesso.